# 草場門駅
草場門駅（そうじょうもんえき）は、中華人民共和国江蘇省南京市鼓楼区に位置する南京地下鉄4号線及び7号線の駅。

## 歴史
- 2017年1月18日：4号線の駅として開業[1]。
- 2024年12月28日：7号線の延伸により、乗換駅となる[2]。

## 駅構造
地下3層構造の駅である。

### のりば
| 番線 | 路線            | 方面                  | 行先          |
| ---- | --------------- | --------------------- | ------------- |
|      | 南京地下鉄4号線 | 浦珠路・珍珠泉 方面   | 余家営 行き   |
|      | 南京地下鉄4号線 | 東流・仙林湖 方面     | 華僑城東 行き |
|      | 南京地下鉄7号線 | 福建路・幕府西路 方面 | 仙新路 行き   |
|      | 南京地下鉄7号線 | 莫愁湖・大士茶亭 方面 | 西善橋 行き   |

## 隣の駅
南京地下鉄
■4号線
竜江駅- 草場門駅- 雲南路駅
■7号線
古平崗駅- 草場門駅- 清涼山駅